# Antoniusbasilika (Táchira)

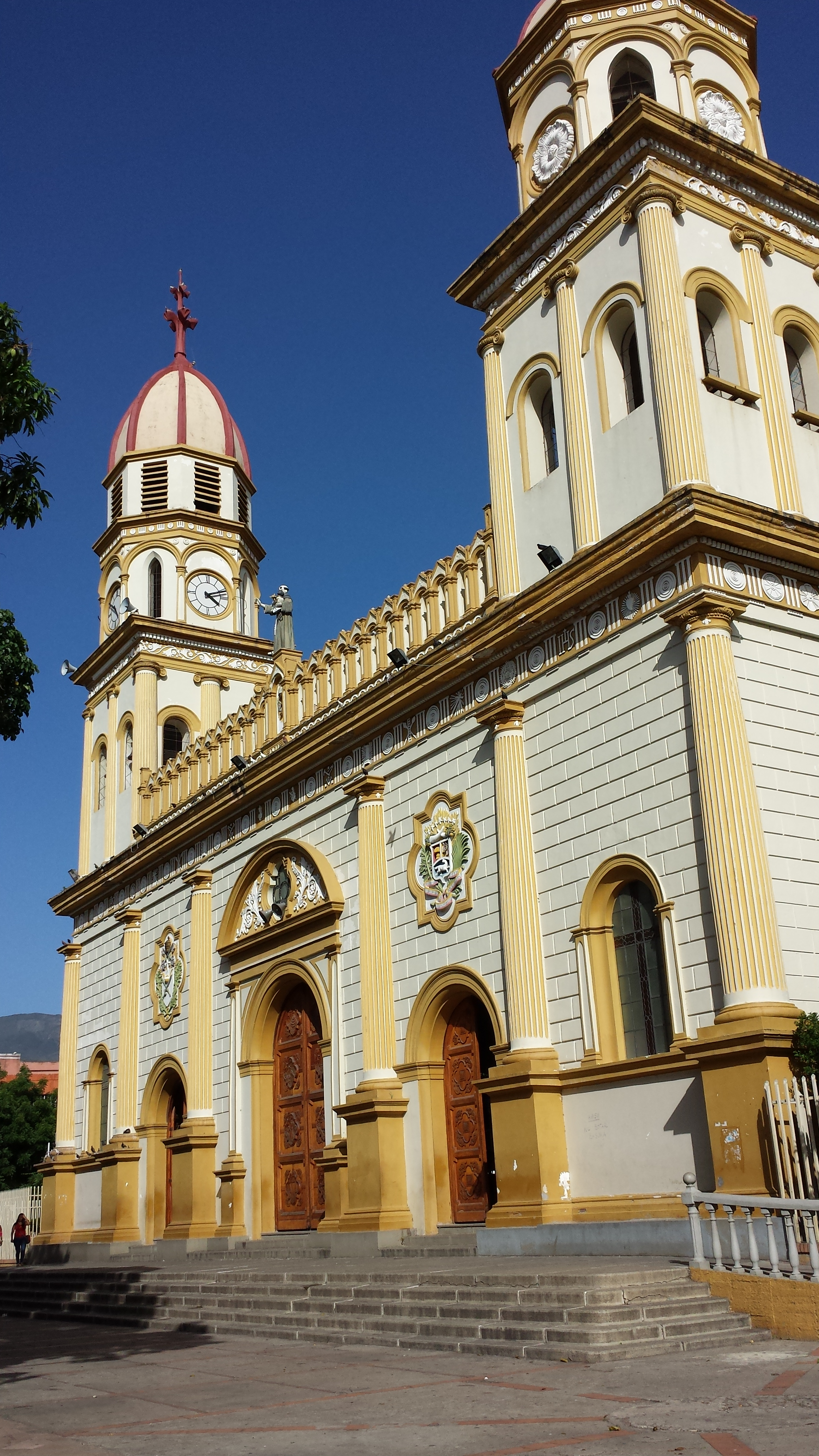
Fassade der Kirche

Die Antoniusbasilika (spanisch Basílica de San Antonio de Padua) ist eine römisch-katholische Kirche im Grenzort San Antonio del Táchira im venezolanischen Bundesstaat Táchira. Die Kirche des Erzbistums San Cristóbal de Venezuela wurde 1967 fertiggestellt und trägt den Titel einer Basilica minor.

## Geschichte
1724 spendete Eugenio Sánchez Osario die Hälfte seines Hofes, der die gesamte Bevölkerung von San Antonio umfasste, für eine Pfarrstelle und erbaute die Kapelle Antonius von Padua, um eine eigenständige Gemeinde zu erreichen. Die Streitereien in Bogota dauerten bis 1737, als eine erste Pfarrstelle in dem Grenzort zu Kolumbien genehmigt wurde. 1763 soll eine erste Kirche existiert haben, die auch Simon Bolivar 1821 während des Unabhängigkeitskriegs besuchte. Ab 1840 verfiel die Kirche zusehends, worauf 1860 der Grundstein für eine neue Kirche gelegt wurde, die 1914 fertiggestellt wurde.
Mit dem Wachstum der Gemeinde wurde in den 1950er Jahren eine größere Kirche notwendig, 1958 begannen die Bauarbeiten. 1967 konnte die Kirchweihe erfolgen. Zwölf Buntglasfenster über das Leben des Antonius von Padua konnten 1970 installiert werden, 1972 folgten weitere unter anderem in der Kapelle der Jungfrau des Lichts. Der Boden wurde 1974 mit Granit ausgelegt.
Papst Franziskus erhob die Kirche 2017 als dritte im Bundesstaat Táchira nach der Basilika Maria Trost und der Heilig-Geist-Basilika zur Basilica minor. Die feierliche Verkündigung erfolgte am 3. Juni 2017 durch Nuntius Aldo Giordano und Bischof Mario del Valle Moronta Rodríguez. Im Rahmen der Feierlichkeiten wurde eine große Statue des Apostels Paulus enthüllt.

## Architektur
Die breite Doppelturmfassade an der Plaza Bolivar hat in ihrem Mittelteil drei Eingänge. Die Glockentürme ragen als quadratischer Aufsatz aus der Fassade, aufgesetzt ist je eine größere, runde Etage mit Uhren sowie noch eine kleinere Etage, die auf der spitzen Kuppel ein Kreuz trägt. Die dreischiffige Basilika hat schmale Seitengänge, das Mittelschiff ist mit Tonnengewölben mit Stichkappen überdacht. Vor dem Altarraum erhebt sich eine Vierungskuppel auf einem Tambour, von der lange Querschiffe ausgehen.